# Jenkinidae
Jenkinidae is een familie van sponsdieren uit de klasse van de Calcarea (kalksponzen).

## Geslachten
- Anamixilla Poléjaeff, 1883
- Breitfussia Borojevic, Boury-Esnault & Vacelet, 2000
- Jenkina Brøndsted, 1931
- Leucascandra Borojevic & Klautau, 2000
- Polejaevia Borojevic, Boury-Esnault & Vacelet, 2000
- Uteopsis Dendy & Row, 1913